# 김예닮
김예닮(1999년 2월 18일 ~ )는 대한민국의 축구 선수로, 포지션은 미드필더이다.현재 K3리그의 춘천시민축구단 소속이다.